# تيريزا ريبيرا
تيريزا ريبيرا (من مواليد 19 مايو 1969) قانونية إسبانية وأستاذة جامعية وسياسية شغل منصب وزير الانتقال البيئي لإسبانيا منذ عام 2018، بعد وصول رئيس الوزراء بيدرو سانشيز إلى السلطة بعد اقتراح سحب الثقة الناجح ضد ماريانو راخوي. في عام 2020 تم تعيينها نائبة رابعة لرئيس مجلس الوزراء وفي عام 2021 تمت ترقيتها إلى منصب النائب الثالث لرئيس مجلس الوزراء.
بين عامي 2008 و2011 شغلت منصب وزيرة الدولة لتغير المناخ في الإدارة الثانية لرئيس الوزراء خوسيه لويس رودريغيز ثاباتيرو. بين عامي 2014 و2018 كانت مديرة معهد التنمية المستدامة والعلاقات الدولية ومقره في باريس.